# Currelos
Currelos ist ein Ort und eine ehemalige Gemeinde (Freguesia) im portugiesischen Kreis Carregal do Sal. Die Gemeinde hatte 2444 Einwohner (Stand 30. Juni 2011).
Am 29. September 2013 wurden die Gemeinden Currelos, Papízios und Sobral zur neuen Gemeinde União das Freguesias de Currelos, Papízios e Sobral zusammengeschlossen. Currelos ist Sitz dieser neu gebildeten Gemeinde.